# Оспанов, Асан Бекешович
Асан Бекешович Оспанов — доктор технических наук, профессор, академик Академии сельскохозяйтвенных наук Республики Казахстан, член-корреспондент Национальной Академии наук Республики Казахстан.
Председатель Правления Казахского научно-исследовательского института перерабатывающей и пищевой промышленности.

## Биография
Родился 18 мая 1961 года в г. Джамбуле (ныне — Тараз).
В 1978 году окончил среднюю школу им. А.Иманова в селе Бектобе Жамбылского района Жамбылской области.
В 1983 году с отличием окончил Джамбулский технологический институт легкой и пищевой промышленности (ныне — ТарГУ им. М. Х. Дулати) по специальности «Машины и аппараты пищевых производств». После завершения вуза был направлен на научно-педагогическую деятельность в качестве молодого специалиста на выпускающую кафедру «Машины и аппараты пищевых производств».
В период с 1986 года по 1990 год проходил научную стажировку и продолжил обучение в очной аспирантуре при Московском технологическом институте пищевой промышленности на кафедре «Теория механизмов, машин и роботов».
В 1991 году успешно защитил кандидатскую диссертацию по специальности «Машины и аппараты пищевых производств» на тему «Вибрационное разделение смеси шелушенного и не шелушенного риса самосортированием в кольцевом канале». В 2000 году защитил докторскую диссертацию на стыке двух специальностей: 05.18.12 — Процессы и аппараты пищевых производств и 05.20.01 — Механизации сельскохозяйственного производства по теме «Разработка вибросепараторов для обработки зерновых, масличных и крупяных культур в условиях хозяйств и перерабатывающих предприятий АПК».
В период с 1991 года по 2001 год работал преподавателем, доцентом и заведующим кафедрой «Пищевая инженерия» Таразского государственного университета им. М. Х. Дулати. С ноября 2001 года по ноябрь 2002 по приглашению руководства работал директором НИИ пищевых технологий Алматинского технологического университета.
В декабре 2002 года на конкурсной основе был назначен директором РГП «Научно-производственный центр механизации сельского хозяйства», где проработал по 2007 год. В период работы в НИИ координировал научные проекты в области механизации и электрификации сельского хозяйства по линии МСХ РК. Под его руководством была создана аккредитованная машиноиспытательная лаборатория.
В период с сентября 2007 года по август 2016 год работал на должностях проректора по учебной работе, проректора по научной работе и первого проректора Алматинского технологического университета, а затем ректором Евразийского технологического университета.
В периодах работы А. Б. Оспанова в вузах: АТУ прошел международную аккредитацию (2011 г.) и ЕТУ- национальную аккредитацию (2015 г.) образовательных программ.
С сентября 2016 года по август 2018 года занимал должность заместителя генерального директора КазНИИ механизации и электрификации сельского хозяйства.
С 3-го сентября 2018 года решением совета директоров НАНОЦ был назначен исполняющим обязанности, а затем в мае 2019 года генеральным директором КазНИИ перерабатывающей и пищевой промышленности.
С 2020 года является Председателем Правления КазНИИППП.

## Общественная работа
В период с 2002 года по 2006 год работал членом экспертного совета Высшей аттестационной комиссии МОН РК, а затем членом Президиума Комитета по контролю в сфере образования и науки МОН РК по рассмотрению и утверждению диссертационных работ.
С 2006 года по 2010 год председательствовал диссертационным советом при Алматинском технологическом университете по защите кандидатских и докторских диссертаций по технологиям, процессам и аппаратам пищевых производств.

## Научно-исследовательская деятельность
Научно-исследовательская деятельность направлена на разработку и создание высокоэффективных технологий и машин по переработке растениеводческого и животноводческого сельскохозяйственного сырья. Разработаны инновационные технологии и технические средства для: сепарирования зерна и продуктов его переработки; центробежного шелушения зерен крупяных культур; сушки и обеззараживания зерна в электромагнитном поле сверхвысокой частоты; пастеризации молока в поле сверхвысокой частоты; холодного экструзионного маслоотжима и др.
Руководил научно-исследовательскими и опытно-конструкторскими проектами по государственным программам РК на 1997—2000 гг., 2002—2005 гг., 2006—2008 гг., 2015—2017 гг., 2018—2020 гг. и в настоящее время руководит научным проектами грантового финансирования на 2021—2022 гг. Выполнял научные проекты в рамках грантового финансирования МОН РК совместно с учеными из Болгарии и России в области использования сверхвысокочастотного поля для обработки зерна и молока.
Подготовил пятерых кандидатов, доктора (PhD) и доктора технических наук. Руководит научными исследованиями докторантов Казахского национального аграрного университета.
Опубликовано свыше 200 научных трудов, в том числе 11 монографий, 2 учебника, 21 авторских свидетельств и патентов, 15 научных статей с импакт-фактором в изданиях Scopus. Более 60-ти научных статей опубликованы совместно с учеными из Германии, Болгарии, России и Беларуси.

## Международная деятельность
Имеет опыт работы с ведущими научными организациями и университетами из Европы (Германия, Англия, Франция, Австрия, Италия, Польша, Чехия, Венгрия, Болгария), России, Беларуси, Украины, Турции, Китая, стран СНГ и др. В целях развития академической и научной мобильности преподавателей и ученых ведется подготовка, совместно с профессорами из Германии, Чехии, Болгарии, России, Украины и Киргизии, международного учебника на семи языках по курсу «Процессы и аппараты пищевых производств». Проходил повышения квалификации в Москве, Пловдиве (Болгария), Минске и в вузах страны по вопросам инновационного развития науки и образования.

## Награды
Указами Президента РК награждён Юбилейными медалями: в 2005 году медалью «Целине 50 лет» и в 2011 году — «20 лет Независимости Казахстана». В 2021 году был награждён медалью «Ауыл шаруашылығы саласының үздігі» Министерством сельского хозяйства Республики Казахстан.